# Thysanopharynx elongatus
Thysanopharynx elongatus är en plattmaskart. Thysanopharynx elongatus ingår i släktet Thysanopharynx och familjen Megaperidae. Inga underarter finns listade i Catalogue of Life.